# ELibrary.Ru
eLibrary.Ru — российская научная электронная библиотека, интегрированная с Российским индексом научного цитирования (РИНЦ).

## Описание
По состоянию на конец 2023 года в базе данных eLibrary.Ru насчитывается более 50 млн научных публикаций. eLibrary.Ru и РИНЦ разработаны и поддерживаются компанией «Научная электронная библиотека».
Помимо платного доступа для индексации публикаций для организаций, на портале доступны статьи из более чем 3000 журналов с открытым доступом.

## История
Платформа eLibrary.Ru была создана в 1999 году по инициативе РФФИ для обеспечения российским учёным электронного доступа к ведущим иностранным научным изданиям.
С 2005 года eLibrary.Ru начала работу с русскоязычными публикациями и ныне является ведущей электронной библиотекой научной периодики на русском языке в мире. Компания «Научная электронная библиотека» запустила проект в области наукометрии Российский индекс научного цитирования (РИНЦ).
В eLibrary.Ru представлены почти все вузы России, ведущие медицинские организации России, иностранные научные издания.
В апреле 2020 года, в период «режима самоизоляции» в России, был открыт доступ к 138 журналам, издаваемым РАН.